# Вайс-Бургазлиева, Марина
Марина Вайс-Бургазлиева (нем. Marina Weis-Burgaslieva; род. 30 мая 1967, Караганда, Казахская ССР, СССР) — немецкая актриса театра и кино.

## Биография
Марина Вайс родилась в семье этнических немцев в Караганде, Казахстан. В возрасте тринадцати лет вместе с семьей переехала в Москву.
Окончила школу-студию МХАТ в 1991 году (мастерская В. П. Маркова) . После работала в Московском драматическом театре им. К. С. Станиславского (1991—1992 гг.) В 1990 году получила приглашение на «Летнее солнцестояние» Британско-американской академии драмы в Оксфорде.
В середине 90-х уехала в Германию. После эмиграции были различные театральные ангажементы, в том числе в Орфтеатре в Берлине, где появилась в сценической версии романа «Преступление и наказание» в сезоне 1995—1996 г. Еще одна театральная постановка последовала в 1996—1997 годах в Badisches Staatstheater Karlsruhe, там она сыграла в комедии «Ревизор» и в роли молодого юриста Ирины Платт в немецкоязычной пьесе «Мельницы закона» Дэвида Хэйра.
В последующие годы были ангажементы в Берлинском Арбайтер-Театре (1999), в Фольксбюне Берлин (2003), в Театре Максима Горького (2005—2006) и в «Theaterkapelle Berlin» (2008).
В шпионском триллере «Превосходство Борна» (2004) сыграла роль мадам Нески — жены убитого российского политика. Также были телевизионные роли, в основном в телесериалах.
В 2004 году была замечена в сериалах «Tatort» и «Tatort: Mörderspiele» в роли Ольги Буйковой — она сыграла якобы умершую жену захудалого украинского бизнесмена. В телевизионном фильме ZDF Lotta & die alten Eisen (2010) сыграла роль медсестры Надежды.
В 2011 году снялась в роли второго плана в сериале ARD Rote Rosen (серии 1030—1062). Также сыграла латвийскую медсестру Оксану Балодис, которая ухаживает за женой прокурора Филиппа Штейна, прикованной к инвалидной коляске, и работает тайным осведомителем. В 2016 году снялась в телесериале In aller Freundlich — The Young Doctors в главной роли пациентки Антонии Винклер; она сыграла умную женщину со сломанной лодыжкой, которая держит своих врачей в напряжении. В телефильме «Вуншкиндер», показанном на Das Erste в январе 2017 года. В первом эфире она сыграла второстепенную роль Людмилы Петровой, директора русского детского дома в Петрозаводске. В апреле 2017 года появилась в эпизодической роли в сериале ZDF Der Kriminalist, где сыграла Ирину Фридланд. В 7-м сезоне сериала «In aller Freundlich — The Young Doctors» (2021) сыграла главную роль — пациентку русского происхождения Алины Петровой, страдающей порфирией.
Была замужем за Денисом Бургазлиевым, с которым училась на одном курсе. Живет с дочерью Александрой (1993 г.р.) в Берлине.

## Фильмография
- 2020 — Плохие банки | Bad Banks (Германия, Люксембург)

- 2020 — Диверсант. Крым — фрау Альтман

- 2018 — Романовы | Romanoffs, The (США) — миссис Федунов

- 2018 — Последняя черта | End of the Line | 7-я серия

- 2016 — Желанные дети | Wunschkinder (Германия) — Марина Петрова

- 2015 — Восьмое чувство | Sense8 (США)

- 2006 — Дом спящих красавиц | Das Haus der schlafenden Schönen (Германия)

- 2004 — СОКО Висмар | SOKO Wismar (Германия)

- 2004 — Превосходство Борна | Bourne Supremacy, The (Германия, США)

- 2004 — Место преступления | Tatort (ФРГ, Австрия, Швейцария)

- 2002 — Первый брак | Erste Ehe (Германия)

- 2001 — Клоун | Der Clown (Германия)

- 1992 — Алмазы шаха (Украина) — эпизод